# Holopogon imbecillus
Holopogon imbecillus är en tvåvingeart som beskrevs av Friedrich Hermann Loew 1871. Holopogon imbecillus ingår i släktet Holopogon och familjen rovflugor. Inga underarter finns listade i Catalogue of Life.